# Swift (cràter)
Swift és un petit cràter d'impacte que s'hi troba en la part nord-oest de la Mare Crisium, en la part nord-est de la cara visible de la Lluna. A menys de dos diàmetres al sud es troba el cràter més gran Peirce. Uns 25 km a l'oest apareixen les Dorsum Oppel. Swift va ser prèviament designat Peirce B abans de ser designat amb el seu nom actual per la UAI.
Aquesta formació és circular i en forma de bol, amb una petita plataforma en el punt mitjà de les seves parets interiors inclinades. És un cràter simètric, amb poca aparença de desgast per impactes menors.
|  |  |

Rep el seu nom per honorar, Lewis A. Swift un astrònom nord-americà.
El cràter és incorrectament denominat Graham en alguns mapes.

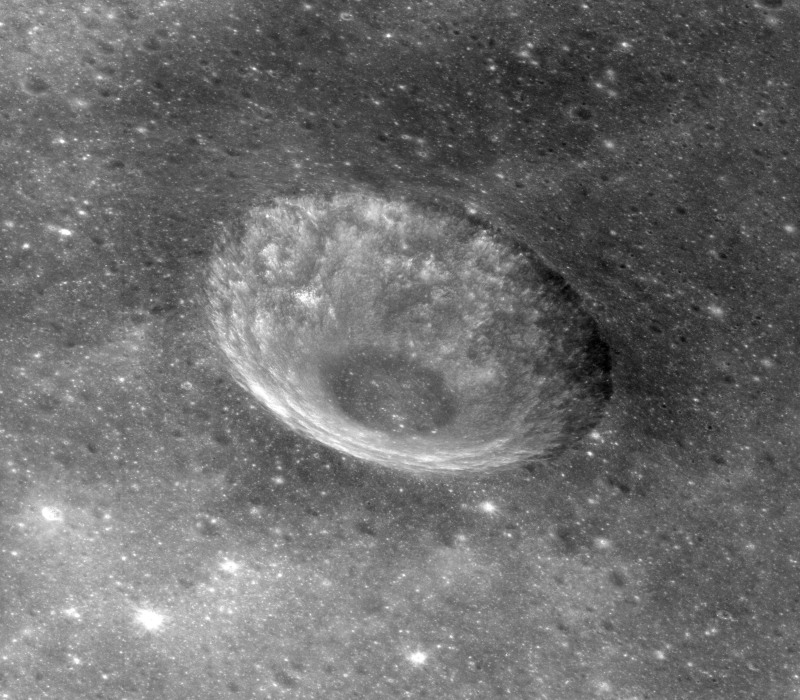
Vista obliqua des de l'Apol·lo 17, mirant al nord